# Messier 37
Messier 37 (também denominado M37 ou NGC 2099) é um aglomerado aberto localizado na constelação de Auriga. Situa-se a aproximadamente 3 600 anos-luz da Terra e possui uma magnitude aparente de 5,8. Foi descoberto pelo italiano Giovanni Battista Hodierna antes de 1654.

## Descoberta e visualização
É o segundo de três aglomerados abertos na região sul da constelação de Cocheiro incluídos pelo astrônomo francês Charles Messier em seu catálogo, em 2 de setembro de 1764. Messier 37 e os outros dois aglomerados abertos foram descobertos por Giovanni Battista Hodierna antes de 1654. Quando Guillaume Le Gentil redescobriu independentemente os aglomerados Messier 36 e Messier 38 em 1749, não pôde visualizar M37, que está na mesma região da esfera celeste.

## Características

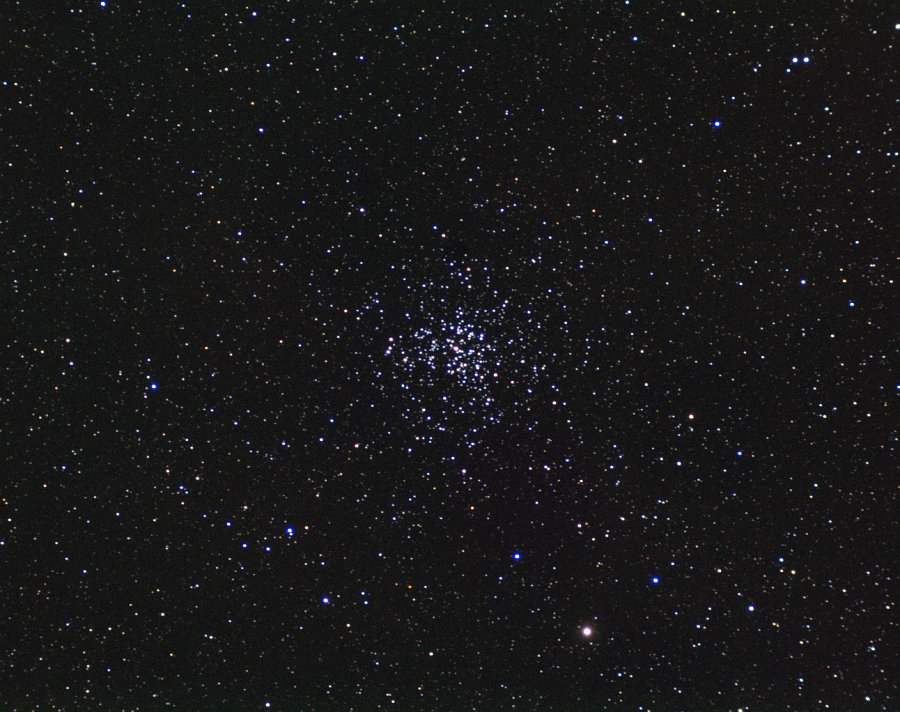
Messier 37, Ole Nielsen

Dentre os três aglomerados abertos da constelação de Cocheiro pertencentes ao catálogo de Messier, é o mais rico, contendo 150 estrelas de magnitude aparente 12,5 ou menor (mais brilhantes), tendo um total de 500 estrelas. Considerando a existência de pelo menos 12 gigantes vermelhas e que suas estrelas mais quentes são da classe espectral B9, conclui-se que Messier 37 é o mais velho dos três aglomerados de sua região, com uma idade estimada em 300 milhões de anos.
As estimativas de sua distância em relação à Terra não são um ponto comum: Kenneth Glyn Jones estima essa distância em 3 600 anos-luz, enquanto que Robert Burnham, Jr. estima em 4 700 anos-luz. Considerando sua extensão aparente na esfera celeste de 24 minutos de grau, sua extensão linear e de 20 a 25 anos-luz. Foi classificado como um aglomerado aberto tipo I,1,r ou I,2,r, segundo a classificação de aglomerados abertos de Robert Julius Trumpler, onde a classe I refere-se aos aglomerados mais densos e a classe IV aos menos densos; a classe 1 aos aglomerados com pouca diferença de brilho entre seus componentes e a classe 3 aos que tem grande diferença de brilho; e a classe p aos aglomerados pobres em estrelas, m para aglomerados com a quantidade de estrelas dentro da média e r para os ricos em estrelas.